# CD Leganés
Der Club Deportivo Leganés ist ein spanischer Fußballverein aus der Stadt Leganés bei Madrid und spielt aktuell in der Primera División, der höchsten Spielklasse in Spanien.
Seit 1995 ist CD Leganés eine Sociedad Anónima Deportiva (Sport-AG).

## Geschichte

### Anfänge als Amateurclub (1928–1993)
Der Club Deportivo Leganés wurde am 26. Juni 1928 von Félix López de la Serna gegründet. Erster Präsident des Vereins war Ramón del Hierro. Das erste Spiel in der Vereinsgeschichte war ein Freundschaftsspiel gegen La Latina. In der Saison 1956/57 erreichte CD Leganés nach vielen Jahren gegen Mannschaften aus der Region erstmals die Tercera División. Bis 1977/78, nach über 20 Jahren in der Tercera División, stieg Leganés wieder ab. Nach der dritten Saison in Folge auf einem Aufstiegsplatz stieg CD Leganés 1986/87 erstmals in die Segunda División B auf.

### Etablierung im Profifußball (1987–2003)
In der Spielzeit 1992/93 wurde der Club Deportivo Leganés Erster in seiner Gruppe der Segunda División B. Auch die Entscheidungsspiele gegen den FC Elche und Deportivo Xerez wurden gewonnen.
In der ersten Spielzeit in Spaniens zweiter Liga schaffte der Verein mit Platz 15 den Klassenerhalt, doch bereits in der zweiten Saison war CD Leganés als Vorletzter sportlich abgestiegen. Der Finanzkollaps beim katalanischen Tabellensiebzehnten FC Palamós hielt das Team in der Liga. In der Saison 1997/98 wurde das neue Stadion, das Estadio de Butarque, mit einer Kapazität von rund 8000 Plätzen eingeweiht. Nach zehn Jahren, in denen Leganés zweitklassig war, stieg man zur Saison 2002/03 als Viertletzter (19. Platz) in die Segunda División B ab. Doch erneut wurde Leganés durch die finanziellen Probleme eines Konkurrenten gerettet. SD Compostela stieg wegen Zahlungsunfähigkeit ab und Leganés hielt die Klasse.

### Vom „Argentinien-Desaster“ in die erste Liga (2003–2016)
Im Sommer 2003 tat sich einiges bei den Madrilenen. Der argentinische Geschäftsmann Daniel Grinbank kaufte den Club und stellte seinen Landsmann José Pekerman als Sportdirektor ein. Auch Trainer Carlos Aimar war Argentinier. Darüber hinaus wurden 14 argentinische Spieler verpflichtet, was zu Kritik der eigenen Anhänger führte. Verärgert verließ Grinbank zur Saisonhälfte den Verein, gefolgt vom Trainer und einigen argentinischen Spielern, die von ihm bezahlt wurden. Zumindest José Pekerman wollte den Karren wieder aus dem Dreck ziehen, durfte jedoch aufgrund fehlender Erfahrung (der spanische Fußballverband schreibt drei Jahre Erfahrung als Vereinstrainer vor) das Traineramt nicht übernehmen und musste ebenfalls gehen.
Ab 2004 spielte CD Leganés in der Segunda División B, Gruppe 1. Schon unmittelbar nach der Abstiegssaison verpasste Leganés punktgleich mit dem Tabellenvierten Alcalá nur denkbar knapp die Entscheidungsspiele um den Aufstieg. Doch der nach dem „Argentinien-Desaster“ gekommene Vereinspräsident Jesús Polo verließ den Club, so dass dieser sich in den Folgejahren stetig im Abstiegskampf befand. Im Januar 2009 sorgte der Verein für Schlagzeilen, als sich während des Spiels gegen Real Madrid Castilla die Spieler des Klubs für 90 Sekunden auf den Boden knieten. Dies symbolisierte einen Streik, da sie seit vier Monaten kein Gehalt bekamen. Real nutzte diese Möglichkeit nicht, um ein Tor zu schießen. Die Partie endete 2:1 für Leganés.
Bis 2013 erreichte CD Leganés dreimal die Play-offs zum Aufstieg in die Segunda División (2008/09, 4. Platz; 2010/11, 4. Platz; 2012/13, 2. Platz), scheiterte aber jeweils. In der Saison 2013/14 gelang dies ein viertes Mal, aber diesmal setzte man sich gegen den CD Guijuelo und Lleida Esportiu jeweils mit einem 0:0 im Auswärtsspiel und einem anschließenden 1:0-Heimsieg durch. Somit glückte nach zehn Jahren die Rückkehr in die Segunda División.
In weiterer Folge gelang zur Saison 2014/15 der zehnte Platz, anschließend gelang nur zwei Jahre nach dem Aufstieg aus der dritten Liga der zweite Platz in der Saison 2015/16 und damit der Aufstieg in die Primera División. Diesen fixierte man mit einem 1:0-Auswärtssieg über den CD Mirandés.

### Gegenwart (seit 2016)

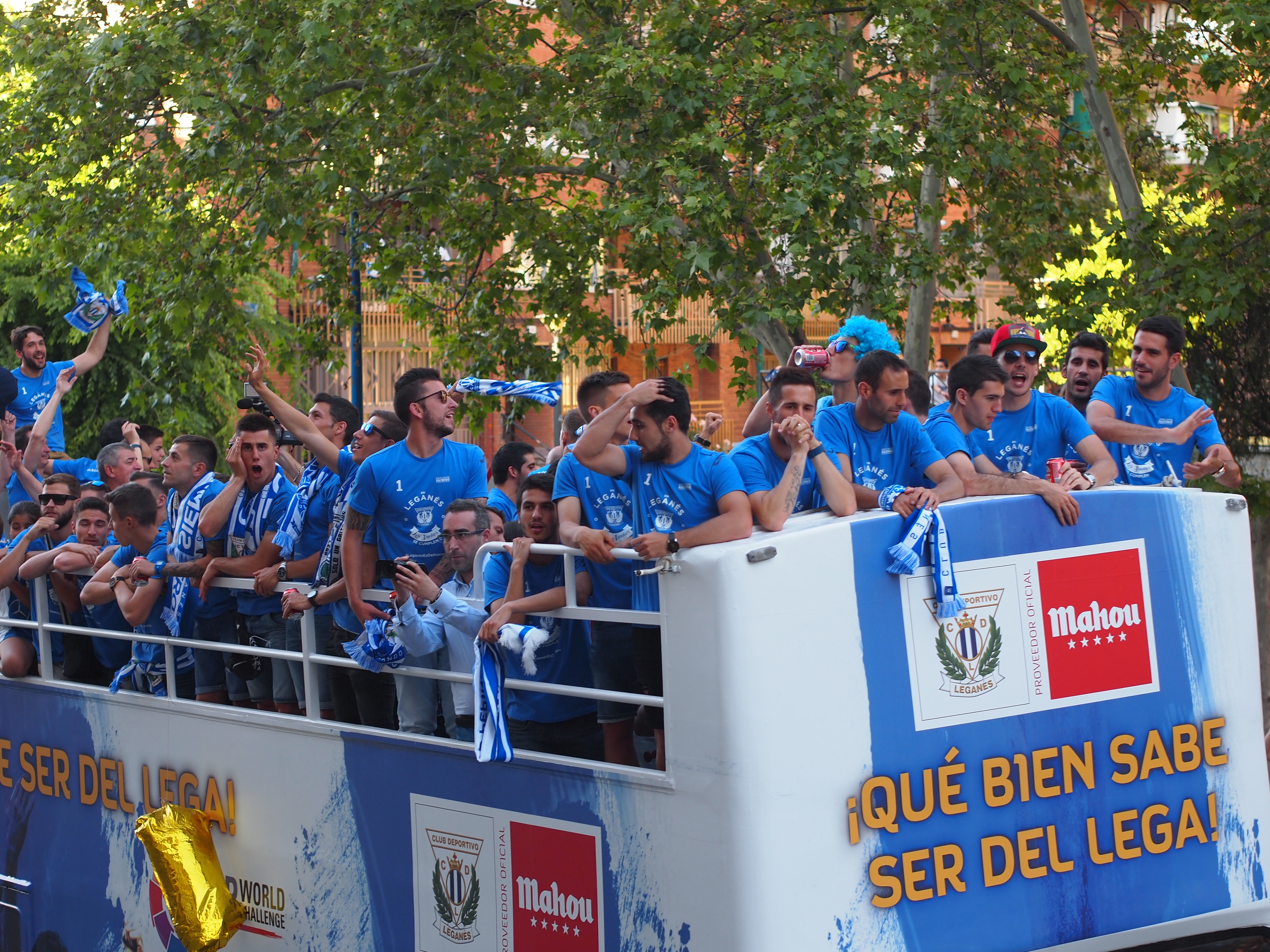
Die Spieler feiern den Aufstieg in die Primera División.

Die erste Saison im Oberhaus wurde für Leganés sehr schwierig. In einer Phase von Oktober 2016 bis Februar 2017 gewann der Klub nur eines von insgesamt 18 Saisonspielen. Der Klassenerhalt gelang aber dennoch, Leganés erreichte mit vier Punkten Vorsprung auf die Abstiegszone den 17. Platz. In der Saison 2017/18 gelang eine Überraschung, als man Real Madrid im Estadio Santiago Bernabéu mit 2:1 besiegte und damit ins Halbfinale der Copa del Rey einzog. Dieses ging nach einem 1:1 im Hinspiel mit 0:2 gegen den FC Sevilla allerdings verloren. Der Abstiegszone fernbleiben wollte der CD Leganés aber nie so richtig. Zwar schaffte man den Klassenerhalt mit 14 Punkten Vorsprung auf die Abstiegszone, dennoch wurde man wieder nur Siebzehnter. In der anschließenden Saison 2018/19 erreichte man Platz 13, der Vorsprung auf die Abstiegszone war mit acht Punkten jedoch geringer als in der Vorsaison. Trotz eines starken Schlussspurts in der Saison 2019/20 ließ sich der Abstieg in die Segunda División jedoch nicht mehr verhindern.
Es gelang zur Saison 2020/21 prompt der dritte Platz und damit die Teilnahme an den Play-offs zum Aufstieg. Im Halbfinale gegen Rayo Vallecano verlor man jedoch beide Spiele. In den nächsten beiden Spielzeiten kam Leganés nicht über das untere Tabellenmittelfeld (2021/22, 12. Platz; 2022/23, 14. Platz) hinaus, in der Saison 2023/24 gelang aber durch einen 2:0-Heimsieg gegen den FC Elche die Zweitliga-Meisterschaft und damit der erneute Aufstieg ins Oberhaus.

## Stadion
Leganés spielt im Estadio de Butarque, welches eine Kapazität von 11.454 Zuschauern hat.

## Spielzeiten
- 2004/05: Segunda División B, 5. Platz
- 2005/06: Segunda División B, 13. Platz
- 2006/07: Segunda División B, 8. Platz
- 2007/08: Segunda División B, 12. Platz
- 2008/09: Segunda División B, 4. Platz
- 2009/10: Segunda División B, 5. Platz
- 2010/11: Segunda División B, 4. Platz
- 2011/12: Segunda División B, 12. Platz
- 2012/13: Segunda División B, 2. Platz
- 2013/14: Segunda División B, 2. Platz
- 2014/15: Segunda División, 10. Platz
- 2015/16: Segunda División, 2. Platz
- 2016/17: Primera División, 17. Platz
- 2017/18: Primera División, 17. Platz
- 2018/19: Primera División, 13. Platz
- 2019/20: Primera División, 18. Platz
- 2020/21: Segunda División, 3. Platz
- 2021/22: Segunda División, 12. Platz
- 2022/23: Segunda División, 14. Platz
- 2023/24: Segunda División, 1. Platz
- 2024/25: Primera División, 18. Platz

## Clubdaten
- Spielzeiten Liga 1: 4
- Spielzeiten Liga 2: 14
- Spielzeiten Liga 2B: 16
- Spielzeiten Liga 3: 19

## Aktueller Kader 2024/25
Stand: 3. Mai 2025
| Nr.        | Nat.        | Name                 | Geburtstag | im Verein seit | Vertrag bis |
| Tor        | Tor         | Tor                  | Tor        | Tor            | Tor         |
| ---------- | ----------- | -------------------- | ---------- | -------------- | ----------- |
| 01         | Spanien     | Juan Soriano         | 23.08.1997 | 2024           | 2027        |
| 13         | Serbien     | Marko Dmitrović      | 24.01.1992 | 2024           | 2025        |
| 36         | Spanien     | Álvaro Abajas Martín | 12.05.2003 | 2024           | 2025        |
| Abwehr     |             |                      |            |                |             |
| 02         | Spanien     | Adrià Altimira       | 28.03.2001 | 2024           | 2025        |
| 03         | Spanien     | Jorge Sáenz          | 17.11.1996 | 2023           | 2025        |
| 04         | Kroatien    | Borna Barišić        | 10.11.1992 | 2025           | 2025        |
| 06         | Spanien     | Sergio González      | 20.04.1992 | 2020           | 2025        |
| 12         | Frankreich  | Valentin Rosier      | 19.08.1996 | 2024           | 2025        |
| 15         | Spanien     | Enric Franquesa      | 26.02.1997 | 2024           | 2026        |
| 20         | Spanien     | Javi Hernández       | 02.05.1998 | 2020           | 2027        |
| 22         | Serbien     | Matija Nastasić      | 28.03.1993 | 2024           | 2026        |
| Mittelfeld |             |                      |            |                |             |
| 05         | Peru        | Renato Tapia         | 28.07.1995 | 2024           | 2026        |
| 07         | Spanien     | Óscar Rodriguez      | 28.06.1998 | 2024           | 2026        |
| 08         | Guinea-a    | Seydouba Cissé       | 10.02.2001 | 2022           | 2026        |
| 11         | Spanien     | Juan Cruz            | 25.04.2000 | 2024           | 2028        |
| 14         | Serbien     | Darko Brašanac       | 12.02.1992 | 2024           | 2025        |
| 17         | Kamerun     | Yvan Neyou           | 03.01.1997 | 2023           | 2025        |
| 21         | Spanien     | Roberto López        | 24.04.2000 | 2024           | 2027        |
| 24         | Argentinien | Julián Chicco        | 13.01.1998 | 2023           | 2025        |
| Sturm      |             |                      |            |                |             |
| 09         | Spanien     | Miguel de la Fuente  | 03.09.1999 | 2024           | 2028        |
| 10         | Spanien     | Dani Raba            | 29.10.1995 | 2022           | 2025        |
| 18         | Kap Verde   | Duk                  | 16.02.2000 | 2025           | 2025        |
| 19         | Spanien     | Diego García         | 18.04.2000 | 2022           | 2027        |
| 23         | Marokko     | Munir El Haddadi     | 01.09.1995 | 2024           | 2026        |

- Trainer: Borja Jiménez

## Erfolge
- Meister Tercera División: 1985/86
- Meister Segunda División B: 1992/93
- Meister Segunda División: 2023/24

## Bekannte ehemalige Spieler
- Samuel Eto’o
- Pierre Webó
- Ariza Makukula
- Nicolás Medina
- José Chamot
- Ángel Vivar Dorado